# Хрпелє-Козина
Община Хрпелє-Козина (словен. Občina Hrpelje — Kozina) — одна з общин в західній Словенії, межує з Італією. Адміністративним центром є місто Хрпелє.

## Основні річки та гори

### Річки
Перила, Глинщиця, Грижник, Брсниця.

### Гори
Главичарка/Расушиця, 1082 м; Жабник, 1023 м; Стража, 758 м; Орлек, 665 м; Железна Ребер, 639 м; Видеж, 664 м; В. Градище, 742 м; Славник, 1024 м.

## Населення
У 2010 році в общині проживало 4187 осіб, 2145 чоловіків і 2042 жінок. Чисельність економічно активного населення (за місцем проживання), 1799 осіб. Середня щомісячна чиста заробітна плата одного працівника (EUR), 864,39 (в середньому по Словенії 966,62). Приблизно кожен другий житель в общині має автомобіль (59 автомобілів на 100 жителів). Середній вік жителів склав 43,3 років (в середньому по Словенії 41,6).